# Evangelische Kirche Rietberg
Die Evangelische Kirche Rietberg ist die Pfarrkirche der evangelischen Kirchengemeinde Rietberg, zu der heute neben der Kernstadt auch die anderen sechs Stadtteile Bokel, Druffel, Mastholte, Neuenkirchen, Varensell und Westerwiehe gehören. Sie gehört zum Kirchenkreis Gütersloh der Evangelischen Kirche von Westfalen.

## Geschichte
1533 ließ Graf Otto III. von Rietberg, der in zweiter Ehe mit Onna von Esens, Tochter des ostfriesischen Häuptlings Hero Omken, verheiratet war, in den Pfarrkirchen St. Johannes Baptist in Rietberg und St. Margareta in Neuenkirchen von zwei Lippstädter Predigern die Reformation verkünden. Im Anschluss diente die Pfarrkirche St. Johannes Baptist als evangelisches Gotteshaus für die Bürger der Stadt Rietberg. Gräfin Sabina Catharina von Rietberg heiratete 1601 ihren Onkel Johann III. von Ostfriesland. Sie waren vor ihrer Eheschließung zum Katholizismus konvertiert und vollzogen im Anschluss die Rekatholisierung der Grafschaft Rietberg, sodass es ab dem Beginn des 17. Jahrhunderts keine Protestanten mehr in Rietberg gab. Erst nachdem das Territorium der vormaligen Grafschaft Rietberg durch den Wiener Kongress dem Königreich Preußen zugefallen war und der aus Osnabrück stammende evangelische Kaufmann Friedrich Ludwig Tenge im Jahre 1822 die Domänen der gräflichen Familie erworben hatte, siedelten sich wieder Protestanten in der Stadt an.
Zunächst diente den Protestanten ein Saal in einem Privathaus an der Sennstraße 12 (Ende der 2000er-Jahre abgerissen) als Gottesdienststätte. Die kleine Gemeinde wurde von Wiedenbrück aus betreut und erlangte im Jahre 1884 ihre Selbstständigkeit. Die Kirchenbücher beginnen 1853 (Taufen, Kommunikanten), 1854 (Konfirmierte, Trauungen) bzw. 1855 (Verstorbene). In den Büchern wurden sämtliche Protestanten auf dem Gebiet der ehemaligen Grafschaft Rietberg geführt. Die Protestanten in Schloss Holte waren zuvor von 1839 bis 1853 Friedrichsdorf zugewiesen und wurden ab 1882 in Senne II eingetragen.
Auf Vermittlung von Woldemar Tenge-Rietberg, dem Enkel Friedrich Ludwig Tenges, erwarb die Gemeinde im Jahre 1902 das wenige Meter vom bisherigen Gemeindesaal entfernte Anwesen Grondorf an der Müntestraße 15 und baute es bis 1903 zur Kirche um.
Durch den Zuzug evangelischer Heimatvertriebener und Flüchtlinge wuchs die Gemeinde nach 1945 stark an und bekam eine eigene Pfarrstelle. Im Jahre 1955 wurde in Mastholte die Gnadenkirche als Filialkirche errichtet und 1981 um Gemeinderäume ergänzt, aber 2011 wieder geschlossen und profaniert. Im Jahre 2003 begann die Gemeinde mit dem Aufbau eines biblischen Dorfes im Außenbereich der Kernstadt. Am 31. Dezember 2016 gehörten der Gemeinde 3725 Mitglieder an, was einem Anteil von 12,65 % an der Rietberger Bevölkerung entspricht. Damit hat sich der Anteil seit den 1960er-Jahren (damals 11,5 %) unwesentlich verändert.
Baugeschichte
Das Gebäude wurde laut Inschrift im Jahre 1626 als Ackerbürgerhaus im Fachwerkstil errichtet. Der niederdeutsche Giebelspruch lautet „DE MI NICH GVET IS VN IÄGERT MI DVER FALSKHEIT - DE BRECKT SIK SÖLMS DEN HALS“ (nhd.: Der mir nicht gut ist und ärgert mich durch Falschheit, der bricht sich selbst den Hals). Das Gebäude wurde im Jahre 1669 rechtsseitig um eine Utlucht ergänzt.
Ab diesem Jahr wurde es von der gräflich-rietbergischen Hofbeamtenfamilie Nagel bewohnt. Zunächst befand es sich im Besitz des Landvogts Johann Christoph Nagel, bevor es an seinen gleichnamigen Sohn, den Rentmeister Johann Christoph Nagel, überging, der im Jahre 1729 Regierender Bürgermeister von Rietberg wurde.
Am 12. März 1699 wurde hier dessen Sohn Franz Christoph Nagel (1699–1764) geboren, der später zum Hofbaumeister des Fürstbischofs von Paderborn avancierte. Später wurde das Haus weiter als Hofbeamtenhaus genutzt und unter anderem von der Witwe des Drosten Clamor Hermann von Meinders, dem Forstmeister und Landvogt Anton Philipp Joseph de Prato, dem Kammerrat Adam Joseph Franz Meinders und dem aus Wiedenbrück stammenden Dr. med. Christoph Heising, der 1781 zum ersten Landphysikus der Grafschaft Rietberg ernannt wurde, bewohnt.
Im 19. Jahrhundert diente das Gebäude als Bäckerei, Brauerei und Gastwirtschaft sowie zeitweise auch als Posthalterei. Um 1900 gehörte es der Familie Grondorf, die es an die evangelische Kirchengemeinde verkaufte, die es von der Bauanstalt Bethel zur Kirche mit etwa 60 Sitzplätzen umbauen ließ.
Im Jahre 1960 wurde der Kirchenraum im Inneren des Gebäudes erweitert und 1983/1984 im hinteren Gebäudeteil um ein Gemeindehaus ergänzt. Heute stehen der Gemeinde 200 Sitzplätze zur Verfügung. 2012/2013 wurde der Dachreiter verblendet.

## Ausstattung
Der Altar, die Kanzel und der Taufstein in neugotischem Schnitzwerk wurden 1864 in der Wiedenbrücker Werkstatt Goldkuhle angefertigt und beim Umzug aus der Sennstraße wie die 1865 gegossene Glocke in die neue Kirche gebracht. Beim Umbau des Hauses Grondorf zur evangelischen Kirche wurde ein Dachreiter auf den First gesetzt, der seither die Glocke trägt. Für die Kirche wurden in Quedlinburg mehrere Bleiglasfenster angefertigt, von denen vier die Reformatoren Martin Luther, Philipp Melanchthon, Johannes Calvin und Ulrich Zwingli zeigen.